# Mechanicville
Mechanicville fundada en 1915, es una ciudad ubicada en el condado de Saratoga en el estado estadounidense de Nueva York. En el año 2000 tenía una población de 5,019 habitantes y una densidad poblacional de 2,091.2 personas por km².

## Geografía
Mechanicville se encuentra ubicada en las coordenadas 42°54′14″N 73°41′26″O / 42.90389, -73.69056. Según la Oficina del Censo, la ciudad tiene un área total de 2,4 km² (0,9 mi²), de la cual 2,2 km² (0,8 mi²) es tierra y 0,2 km² (0,1 mi²) (8.79%) es agua.

## Demografía
Según la Oficina del Censo en 2000 los ingresos medios por hogar en la localidad eran de $34,509, y los ingresos medios por familia eran $42,143. Los hombres tenían unos ingresos medios de $32,825 frente a los $25,143 para las mujeres. La renta per cápita para la localidad era de $17,236. Alrededor del 8.0% de la población estaban por debajo del umbral de pobreza.